# Lobostemon collinus
Lobostemon collinus är en strävbladig växtart som beskrevs av Schlechter och Charles Henry Wright. Lobostemon collinus ingår i släktet Lobostemon och familjen strävbladiga växter. Inga underarter finns listade i Catalogue of Life.